# USS Stonewall Jackson (SSBN-634)
USS Stonewall Jackson (SSBN-634) – amerykański okręt podwodny o napędzie atomowym z okresu zimnej wojny typu James Madison, przenoszący pociski SLBM. Wszedł do służby w 1964 roku. Okręt nazwano imieniem generała konfederackiej armii Thomasa Jacksona, uczestnika wojny secesyjnej. Wycofany ze służby w 1995 roku.

## Historia
Kontrakt na budowę okrętu został przydzielony stoczni Mare Island Naval Shipyard w Vallejo 21 lipca 1961 roku. Rozpoczęcie budowy okrętu nastąpiło 4 lipca 1962 roku. Wodowanie miało miejsce 30 listopada 1963 roku, wejście do służby 26 sierpnia 1964 roku. Po wejściu do służby okręt został przydzielony do Floty Pacyfiku, gdzie stacjonował  przez pięć lat na Guam. Pierwszy patrol rozpoczął w kwietniu 1965 roku.
Wiosną 1970 roku „Stonewall Jackson” został przydzielony do Floty Atlantyku. W lipcu 1970 roku rozpoczęto na nim wymianę pocisków Polaris na Poseidon. Pierwszy patrol z nowymi pociskami rozpoczął się wiosną 1971 roku. Jesienią 1980 roku okręt poddano kolejnej modernizacji, podczas której zainstalowano nowe pociski Trident I. W latach 1984–1989 stacjonował w bazie Charleston, a następnie do 1994 roku w Naval Submarine Base Kings Bay. Okręt wycofano ze służby 9 lutego 1995 roku. Złomowanie zakończyło się 13 października 1995 roku.